# محمد ابولبده
محمد ابولِبده (به انگلیسی: Mohammad Abu-Libdeh) تکواندوکار کشور اردن است. او در بازی‌های المپیک تابستانی ۲۰۱۲ در وزن ۶۸ کیلوگرم مردان توانست به یک چهارم نهایی مسابقات برسد.